# Oinville-sous-Auneau
Oinville-sous-Auneau település Franciaországban, Eure-et-Loir megyében. Lakosainak száma 326 fő (2022. január 1.). Oinville-sous-Auneau Umpeau községgel határos.

## Népesség
A település népességének változása:
| Lakosok száma | 161  | 188  | 256  | 309  | 339  | 338  | 345  | 349  | 352  | 326  |
|               | 1968 | 1982 | 1990 | 2006 | 2013 | 2015 | 2017 | 2019 | 2020 | 2022 |